# WordArt
WordArt è una funzione di stile di testo disponibile tra i prodotti della suite Microsoft Office. Essa consente agli utenti di creare testi con numerosi effetti grafici speciali e altre manipolazioni che non sono disponibili utilizzando i font standard di formattazione. Ad esempio, si possono: creare ombre, ruotare i caratteri e manipolare l'altezza dei caratteri e la forma del testo. Il prodotto nato per Microsoft Word anche disponibile in Microsoft Excel, Microsoft PowerPoint e Microsoft Publisher. In Word sono selezionabili 30 diversi stili di WordArt, per ciascuno dei quali è poi possibile sceglie il font di caratteri, l'altezza del testo e altre opzioni di stile.
Capacità simili esistono anche in altri programmi. Apple IWork, StarOffice ed Apache OpenOffice hanno un equivalente funzione nelle versioni più recenti. L'analoga funzione di OpenOffice.org si chiama FontWork.